# Edward Everett Horton
Pour les articles homonymes, voir Horton.
Edward Everett Horton est un acteur américain, né le 18 mars 1886 à New York et mort le 29 septembre 1970 à Encino (Los Angeles).

## Biographie
Fils d'émigrants écossais, Edward Everett Horton débute au théâtre en 1908 et au cinéma en 1922. Il interprète des hommes du monde un peu ridicules dans près de 150 films, la plupart étant des comédies. Il double des personnages d'animation, notamment un narrateur dans la série de dessins animés The Rocky and Bullwinkle Show. On le connaît surtout pour les trois films de Mark Sandrich qu'il a interprétés aux côtés de Fred Astaire (La Joyeuse Divorcée, Le Danseur du dessus et L'Entreprenant Monsieur Petrov) et pour les cinq de Ernst Lubitsch (Sérénade à trois, Haute Pègre, La Veuve joyeuse, Ange, La Huitième Femme de Barbe-Bleue). Il demeure actif à l'écran comme à la scène jusqu'à sa mort.

## Filmographie partielle
- 1922 : Too Much Business de Jess Robbins : John Henry Jackson
- 1922 : The Ladder Jinx de Jess Robbins : Arthur Barnes
- 1922 : A Front Page Story de Jess Robbins : Rodney Marvin
- 1923 : Ruggles of Red Gap de James Cruze : Ruggles
- 1923 : The Vow of Vengeance de Harry Moody
- 1923 : En votre honneur, mesdames ! de James Cruze : Leonard Beebe
- 1924 : Flapper Wives de Justin H. McCloskey et Jane Murfin : Vincent Platt
- 1924 : Try and Get It de Cullen Tate : Glenn Collins
- 1924 : The Man Who Fights Alone (en) de Wallace Worsley : Bob Alten
- 1924 : Helen's Babies de William A. Seiter : l'oncle Harry
- 1925 : Jazz (Beggar on Horseback) de James Cruze
- 1926 : La Bohème de King Vidor : Colline
- 1926 : La Femme de mon mari (Poker Faces) de Harry A. Pollard : Jimmy Whitmore
- 1927 : Taxi Taxi de Mel W. Brown
- 1928 : The Terror de Roy Del Ruth
- 1929 : Chante nous ça (Sonny Boy) d'Archie Mayo : Crandall Thorpe
- 1929 : The Aviator de Roy Del Ruth
- 1930 : Take the Heir de Lloyd Ingraham : Smithers
- 1930 : Once  a Gentleman de James Cruze
- 1931 : Kiss Me Again de  William A. Seiter : René
- 1931 : The Front Page de Lewis Milestone
- 1931 : Une femme moderne (The Age for Love) de Frank Lloyd
- 1931 : Lonely Wives de Russell Mack
- 1931 : Reaching for the Moon de Edmund Goulding
- 1931 : Amour et six cylindres (en) (Six Cylinder Love) de Thornton Freeland
- 1931 : Smart Woman de Gregory La Cava
- 1932 : But the Flesh is Weak de Jack Conway
- 1932 : Roar the Dragon de Wesley Ruggles
- 1932 : Sérénade à trois (Design for Living)  de Ernst Lubitsch : Max Plunkett
- 1932 : Haute Pègre (Trouble in Paradise) de Ernst Lubitsch : François Filiba
- 1933 : Alice au pays des merveilles (Alice in Wonderland) de Norman Z. McLeod : le chapelier fou
- 1933 : Monsieur Bébé (A Bedtime Story) de Norman Taurog
- 1933 : L'Amour guide de Norman Taurog
- 1934 : La Joyeuse Divorcée (The Gay Divorcee) de Mark Sandrich : Egbert « Pinky » Fitzgerald
- 1934 : It's a Boy de Tim Whelan
- 1934 : La Demoiselle du téléphone (Ladies Should Listen) de Frank Tuttle : Paul Vernet
- 1934 : La Veuve joyeuse (The Merry widow) de Ernst Lubitsch : l'ambassadeur Popoff
- 1934 : Kiss and Make-Up de Harlan Thompson : Marcel Caron
- 1934 : The Poor Rich de Edward Sedgwick
- 1934 : Sing and Like It de William A. Seiter
- 1934 : Smarty de Robert Florey
- 1934 : Easy to love de William Keighley
- 1934 : Success at Any Price de J. Walter Ruben
- 1934 : Uncertain Lady (en) de Karl Freund
- 1934 : Woman in Command de Maurice Elvey
- 1935 : Sa Majesté s'amuse (All the King's Horses), de Frank Tuttle : le comte Josef « Peppi » von Schlapstaat
- 1935 : Biography of a Bachelor Girl de Edward H. Griffith
- 1935 : La Femme et le Pantin (The Devil is a Woman) de Josef von Sternberg : le gouverneur Don Paquito « Paquitito »
- 1935 : Going Highbrow de Robert Florey
- 1935 : His Night Out de William Nigh
- 1935 : In Caliente de Lloyd Bacon : Harold Brandon
- 1935 : Little Big Shot de Michael Curtiz
- 1935 : La Chanson de la jeunesse (The Night Is Young) de Dudley Murphy
- 1935 : $10 Raise de George Marshall
- 1935 : Le Danseur du dessus (Top Hat) de Mark Sandrich : Horace Hardwick
- 1935 : Your Uncle Dudley de Eugene Forde et James Tinling
- 1936 : Hearts Divided de Frank Borzage
- 1936 : Her Master's Voice de Joseph Santley
- 1936 : Let's Make a Million de Ray McCarey
- 1936 : The Milky Way
- 1936 : Nobody's Fool de Arthur Greville Collins
- 1936 : One Rainy Afternoon de Rowland V. Lee
- 1936 : Rainbow on the River de Kurt Neumann
- 1936 : The Singing Kid de William Keighley et Busby Berkeley
- 1936 : Under Two Flags de Frank Lloyd
- 1937 : Les Horizons perdus (Lost Horizon) de Frank Capra : Alexander P. Lovett
- 1937 : Ange (Angel) de Ernst Lubitsch : Graham
- 1937 : L'Entreprenant Monsieur Petrov (Shall we dance) de Mark Sandrich : Jeffrey Baird
- 1937 : Le Grand Garrick (The Great Garrick), de James Whale : Tubby
- 1937 : Charmante Famille (Danger, Love at Work) d'Otto Preminger : Howard Rogers
- 1937 : Hitting a New High de Raoul Walsh
- 1937 : The King and the Chorus Girl de Mervyn Le Roy
- 1937 : Oh Doctor de Ray McCarey
- 1937 : The Perfect Specimen de Michael Curtiz
- 1937 : Wild Money de Louis King
- 1938 : La Huitième Femme de Barbe-Bleue (Bluebeard's Eighth Wife) d'Ernst Lubitsch : le marquis de Loiselle
- 1938 : College Swing de Raoul Walsh
- 1938 : Vacances (Holiday) de George Cukor : le professeur Nick Potter
- 1938 : Little Tough Guys in Society de Erle C. Kenton
- 1939 : Paris Honeymoon de Frank Tuttle
- 1939 : That's Right You're Wrong de David Butler
- 1941 : Mardi gras (Sunny) : Henry Bates
- 1941 : La Danseuse des Folies Ziegfeld (Ziegfeld girl) de Robert Z. Leonard : Noble Sage
- 1942 : Le Nigaud magnifique (The Magnificent Dope) de Walter Lang
- 1942 : I Married an Angel de W. S. Van Dyke : Peter
- 1942 : Ivresse de printemps (Springtime in the Rockies) de Irving Cummings : McTavish
- 1943 : Banana Split (The Gang's all here) de Busby Berkeley : Peyton Potter
- 1943 : Remerciez votre bonne étoile (Thank your lucky stars) de David Butler : Dr Schlenna
- 1944 : Arsenic et Vieilles Dentelles (Arsenic and Old Lace) de Frank Capra : M. Witherspoon
- 1944 : Brazil de Joseph Santley
- 1944 : San Diego I Love You de Reginald Le Borg
- 1944 : L'Aveu (Summer storm) de Douglas Sirk : le comte « Piggy » Volsky
- 1945 : Deanna mène l'enquête (Lady on the train) de Charles David : M. Haskell
- 1946 : Cinderella Jones de Busby Berkeley : Keating
- 1947 : L'Étoile des étoiles (Down to earth) de Alexander Hall : le messager 7013
- 1947 : Mon loufoque de mari (Her Husband's Affairs) de S. Sylvan Simon
- 1961 : Milliardaire pour un jour (Pocketful of Miracles) de Frank Capra : Hutchins
- 1963 : Un monde fou, fou, fou, fou (It's a Mad Mad Mad Mad World) de Stanley Kramer : M. Dinckler
- 1964 : Une Vierge sur canapé (Sex and the Single Girl) de Richard Quine : le chef